# Nicola Cafés

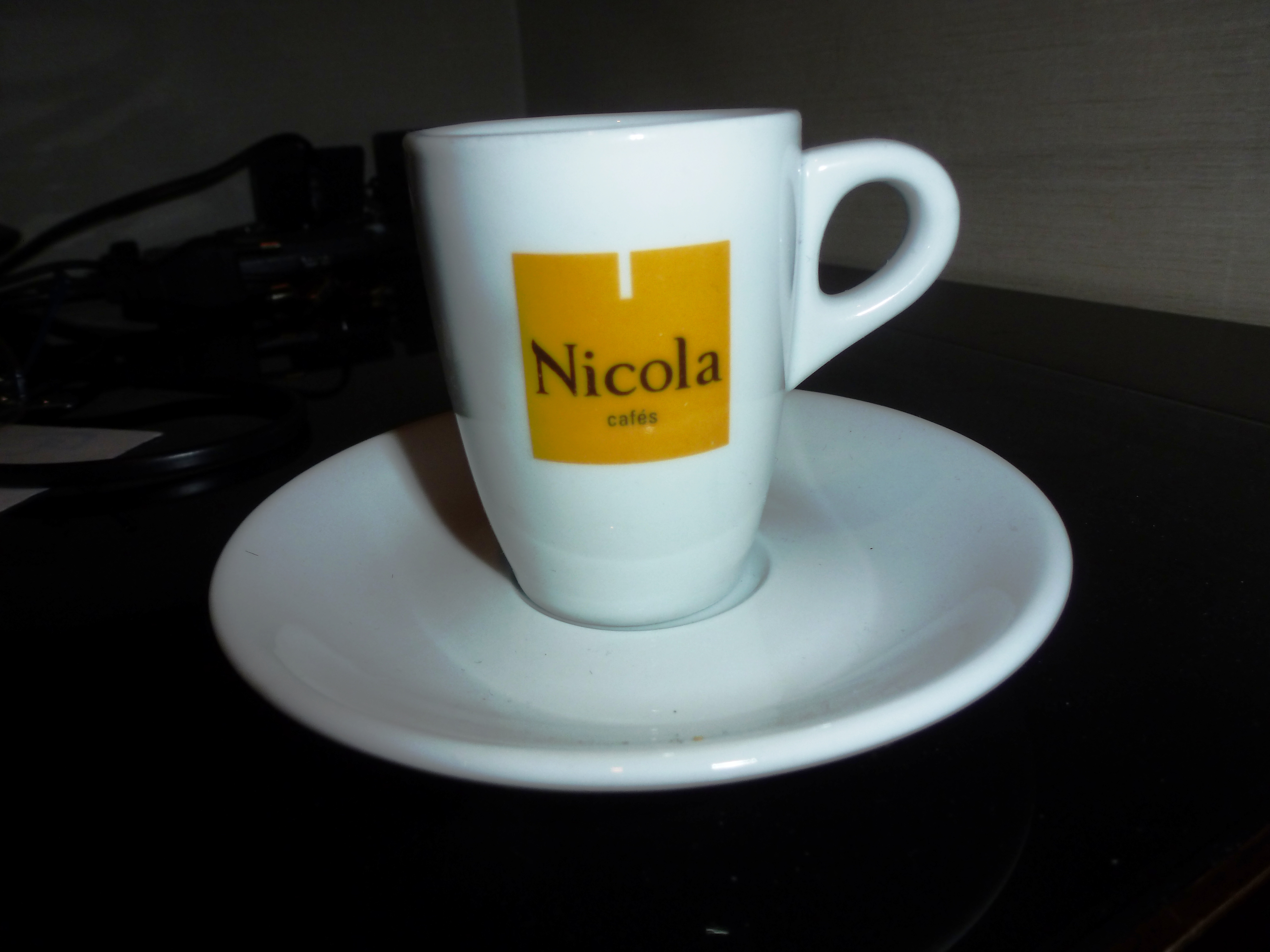
Eine typische Bica-Tasse mit dem Nicola-Logo

Nicola Cafés ist eine portugiesische Marke und ein Unternehmen, das die Röstung und Vermarktung von Kaffee betreibt. Nach Marktführer Delta Cafés und der Nestlé-Tochter SICAL ist das Nicola-Mutterunternehmen Nutricafés drittgrößter Kaffeeröster Portugals.

## Geschichte
Seinen Ursprung hat das Unternehmen im 1787 gegründeten Café Nicola am Rossio-Platz in Lissabon, vom Unternehmen selbst werden die Ursprünge weiter bis ins Jahr 1779 zurückgeführt. Im Café Nicola bot man eigene Kaffeemischungen aus den damaligen Portugiesischen Kolonien Brasilien und São Tomé und Príncipe an. Mit dem landesweiten Verkauf und steigender Nachfrage wurde die Errichtung einer eigenen Rösterei nötig. Sie entstand Mitte des 19. Jahrhunderts im Lissabonner Vorort Venda Nova, bis heute Sitz des Unternehmens.
1999 kaufte das portugiesische Unternehmen Nutrinveste Nicola Cafés und bildete zusammen mit der Kaffeemarke Chave D´Ouro seine Kaffeesparte Nutricafés. 2006 übernahm dann die portugiesische Investmentgesellschaft Explorer Investments/MCH Private Equitiy die Nutricafés.
Im Juli 2016 wurde Nutricafés von der Investmentgesellschaft für 74,5 Millionen Euro an das italienische Kaffeeunternehmen Segafredo Zanetti verkauft. Damit wurde Segafredo zum drittgrößten Kaffeeröster in Portugal. Nutricafés erreichte 2015 einen Umsatz von 34,1 Mio. Euro.